# 永昌曆
《永昌曆》，是中国古代曆法，前蜀胡秀林編纂，屬於陰陽曆。
《永昌曆》又名《武成永昌曆》，之前前蜀使用唐朝的《崇玄曆》，五代十国前蜀高祖武成二年（909年）十月初二，前蜀国司天监胡秀林呈献《永昌曆》三卷，皇帝王建命令颁行于前蜀境内。《永昌曆》内容不详，永平二年（912年）改用《正象曆》。